# NK (chanteuse)
Pour les articles homonymes, voir NK.
Nastia Kamenskikh (en ukrainien : Анастасія Олексіївна Каменських, aussi connue par ses initiales NK), née le 4 mai 1987 à Kiev, est une actrice, chanteuse et animatrice de télévision ukrainienne.

## Biographie
Elle est née d'Oleksiy Yossypovych Jmour et de Lidia Petrovna Kamenskikh.
Sa formation se fit dans des circuits internationaux et elle s'exprime en plusieurs langues, elle a aussi une carrière solo.
Elle est connue pour sa participation au duo Potap&Nastia.

## Discographie

### NK
- 2017 : Xmas with NK
- 2018 : No Komments
- 2020 : Ecléctica
- 2021 : Красное вино

### Potap & Nastia
- 2008 : Né para
- 2009 : Né lioubi mné mozgui
- 2013 : Vsé poutchkom
- 2015 : Chtchit i miatch

## Télévision
- 2007 : Dancing with the Stars sur 1+1

...
- à partir de 2017 : juge dans The X Factor.